# Cirroteuthoidea
Cirroteuthoidea W. Keferstein, 1866 è una superfamiglia di molluschi cefalopodi decapodiformi, una delle due appartenenti all'ordine Octopoda.

## Descrizione

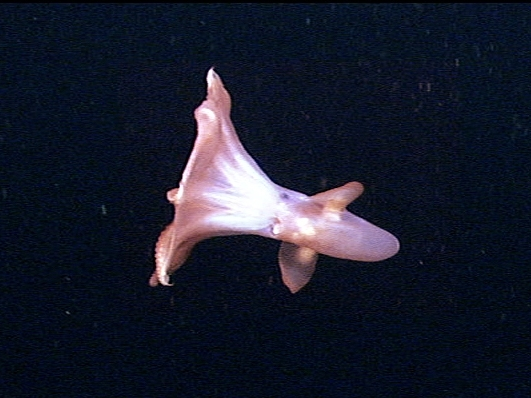
Cirroteuthis muelleri.

I membri di questa superfamiglia condividono l'aspetto generale dei Cirrata, caratterizzati dalla presenza di filamenti o cirri nelle ventose, in questo caso molto lunghi, fino a otto volte il diametro della ventosa più grande, e di alette natatorie sul mantello.
Il loro corpo, dotato di conchiglia cartilaginea, risulta molto fragile e di consistenza gelatinosa, allungato in senso antero posteriore e dotato di occhi che variano molto, a secondo delle specie, in dimensioni, da piccoli a grandi, e nella funzionalità, in alcune degenerati e poco funzionali.
Le braccia sono unite da due membrane, una primaria, che connette tutte le braccia per la maggior parte della loro lunghezza, e una secondaria, che forma delle tasche situate alla base delle braccia che possono essere rigonfiate d'acqua.
Negli esemplari esaminati la lunghezza del mantello si estende fino a 33 cm, che aggiungendo l'estensione delle braccia può arrivare ai 170 cm.

## Distribuzione e habitat
Nelle osservazioni effettuate, i membri assegnati a questa superfamiglia sono stati rinvenuti nell'Oceano Atlantico settentrionale, nell'Oceano Pacifico settentrionale e nell'Oceano Indiano, in genere in acque profonde vicino al fondo marino, tuttavia esemplari sono stati catturati nella colonna d'acqua e, in acque polari, vicino alla superficie.

## Tassonomia
La superfamiglia comprende le seguenti due famiglie:
- Cirroteuthidae W. Keferstein, 1866
- Stauroteuthidae Grimpe, 1916